# Jamal Khashoggi
Jamal Ahmad Khashoggi (arabisk: جمال أحمد خاشقجي Jamāl Aḥmad Ḫāšuqji; født 13. oktober 1958, død 2. oktober 2018 i Istanbul) var en saudiarabisk journalist og tidligere redaktør for nyhedskanalen Al-Arab News Channel. Han har været stærkt kritisk over for det siddende regime i Saudi-Arabien og forlod i 2017 landet efter at hans konto på Twitter blev spærret.
I begyndelsen af oktober 2018 forsvandt Khashoggi i Tyrkiet, og tyrkiske myndigheder mistænkte at han var blevet bortført eller dræbt i forbindelse med et besøg på det saudiarabiske konsulat i Istanbul.